# 28689 Rohrback
28689 Rohrback este un asteroid din centura principală de asteroizi.

## Descriere
28689 Rohrback este un asteroid din centura principală de asteroizi. A fost descoperit pe 5 aprilie 2000 la Socorro, New Mexico, în cadrul proiectului LINEAR. Asteroidul prezintă o orbită caracterizată de o semiaxă mare de 2,77 ua, o excentricitate de 0,11 și o înclinație de 3,7° în raport cu ecliptica.